# Afroeuropeo
Con il termine afroeuropeo (falsariga del più noto termine afroamericano) si intendono i cittadini europei con ascendenze dell'Africa subsahariana; sono quindi esclusi da questa categoria gli arabi e i berberi abitanti del Maghreb, mentre sono inclusi i discendenti degli schiavi neri deportati nel continente americano e nei Caraibi. Il termine è legato al concetto delle seconde generazioni. Per indicare invece i cittadini di origini europee residenti nel continente africano si usa il termine euroafricano. Si stima in Europa risiedano dai 12 ai 15 milioni di afroeuropei.

## Statistiche
| Stato             | Numero                                           | Principali zone di diffusione                           | Note |
| ----------------- | ------------------------------------------------ | ------------------------------------------------------- | ---- |
| Unione europea    | 12.000.000                                       |                                                         |      |
| Francia           | 7.000.000-8.000.000                              | Parigi, Lione, Tolosa, Bordeaux, Marsiglia              |      |
| Regno Unito       | 1.147.738 (prima generazione) 2.500.000 (totale) | Londra, Birmingham, Manchester                          |      |
| Italia            | 1.159.290                                        | Milano, Roma, Torino, Brescia, Venezia, Napoli, Palermo |      |
| Spagna            | 780.000                                          | Andalusia, Madrid, Barcellona, Isole Canarie            |      |
| Germania          | ca. 500.000                                      | Amburgo, Berlino, Francoforte, Colonia                  |      |
| Paesi Bassi       | 500.000                                          | Amsterdam, Rotterdam, L'Aia, Eindhoven                  |      |
| Portogallo        | 116.071                                          | Lisbona, Porto, Faro                                    |      |
| Federazione Russa | 100.000                                          | Mosca, San Pietroburgo, Soči, Voronež, Crimea           |      |
| Irlanda           | 44.318                                           | Dublino                                                 |      |
| Belgio            | ca. 20.000                                       | Bruxelles, Anversa                                      |      |

## Medicina
Gli afroeuropei sono un gruppo etnico mediamente giovane in un contesto europeo: ciò significa che sono molto meno presenti malattie associate alla vecchiaia quali Alzheimer o Parkinson.
Per via della pella scura molti afroeuropei soffrono di carenze di vitamina D, specialmente in paesi settentrionali quali l'Islanda o la Finlandia.
La carenza di vitamina D rende più probabile l'insorgere di malattie quali l'osteoporosi.